# Ácido tereftálico
O ácido tereftálico ou ácido 1,4-benzoldicarboxílico é o composto orgânico com a fórmula C6H4(COOH)2 (ou C8H6O4). É formalmente conhecido (IUPAC) como para-dicarboxil benzeno. É um dos três ácidos ftálicos isoméricos. Ele é comercialmente conhecido por seu acrônimo em inglês, PTA (purified terephthalic acid). Este sólido incolor é uma commodity química que tem seu principal uso como precursor na formação do polímero poliéster PET, em combinação com o etilenoglicol, utilizado na produção de vestuário e garrafas plásticas. Vários milhões de toneladas são produzidas anualmente.

## Propriedades
Ácido tereftálico é pouco solúvel em água e álcoois, por consequência, até cerca de 1970 a maior parte do ácido tereftálico bruto era convertido no éster dimetílico para purificação. Ele sublima quando aquecido.

## Produção
Ácido tereftálico é produzido por oxidação de p-xileno por oxigênio ao ar:
Esta reação processa-se através de um intermediário, ácido p-toluico, que é então oxidado em ácido tereftálico. No ácido p-toluico, a desativação do metil pela remoção de elétrons do grupo ácido carboxílico faz com que o metilo seja um décimo reativo como xileno em si, tornando a segunda oxidação significativamente mais difícil.
O processo industrial utiliza ácido acético como solvente e catalisador, sais compostos de cobalto e manganês, com um promotor brometo. O rendimento é quase quantitativo. A impureza mais problemático é o ácido 4-formilbenzóico (vulgarmente conhecido no campo como 4-carboxibenzaldeído ou 4-CBA), que é removido por hidrogenação de uma solução aquosa quente. Esta solução é, em seguida, resfriada de uma forma gradual para cristalizar o ácido tereftálico de alta pureza.
Apesar dos rendimentos otimizados serem superiores a 95% com uma pureza excelente, a síntese tem provado ter deficiências. Devido à elevada temperatura da reação, cerca de 5% do solvente ácido acético é perdido por decomposição ou "queima". A queima do solvente é um fator econômico significativo no processo de oxidação. Além disso, a perda de produto por descarboxilação a ácido benzóico é comum. A alta temperatura diminui a solubilidade de oxigênio em um sistema já carente de oxigênio. O oxigênio puro não pode ser usado no sistema tradicional, devido aos perigos de inflamáveis misturas orgânicos-O2. O ar atmosférico pode ser utilizado no seu lugar, mas uma vez feito reagir necessita ser purificado de toxinas e depletores de ozônio, tais como bromometano (metilbrometo) antes de ser liberado. Além disso, a natureza corrosiva dos brometos em altas temperaturas requer a reação ser executado em caros reatores construídos de titânio.

Alternativamente, mas não comercialmente significativo, existe o chamado "processo Henkel" ou "processo de Raecke", em homenagem ao titular da empresa e das patentes, respectivamente. Este processo envolve o rearranjo de ácido ftálico em ácido tereftálico através do correspondente sais de potássio. O ácido tereftálico pode ser preparado em laboratório pela oxidação de vários derivados de di’’para’’-substituídos do benzeno, incluindo óleo de alcaravia ou uma mistura de cimenos e cuminol com ácido crômico.

### Avanços
O uso de CO2 supera muitos dos problemas com o processo industrial inicial. Porque CO2 é um gás melhor inibidor de chama que o nitrogênio, um ambiente de CO2 permite o uso de oxigênio puro diretamente, em vez de ar, com os perigos de inflamabilidade reduzidos. A solubilidade do oxigênio molecular em solução também é reforçada no meio com CO2. Uma vez que mais oxigênio esteja disponível para o sistema, dióxido de carbono supercrítico (Tc = 31 ⁰C) tem oxidação mais completa com menos subprodutos, menor produção de CO, menos descarboxilação e uma pureza mais elevada do que o processo comercial.
Quando a reação é executada em água supercrítica, pode ser efetivamente catalisada por MnBr2 com O2 puro em uma temperatura média-alta. A utilização de água supercrítica, em vez de ácido acético como solvente, diminui o impacto ambiental e oferece uma vantagem de custo. No entanto, o alcance de tais sistemas de reação é limitado pelas condições ainda mais extremas do que o processo industrial (T = 300−400 °C, P > 200 bar).
Cetonas tem sido eficientes em atuar como promotoras para a formação do catalisador ativo de Co(III). Em particular, as cetonas com metileno a oxidam grupos hidroperóxidos que são conhecidos por oxidar Co(II). Cetonas viáveis tem sido butanona, triacetilmetano (TAM), 2,3-pentanodiona (2,3-PD), e acetilacetona; todos as quais podem estabilizar a formação de radicais por meio de ressonância.
As reações que ocorrem a temperaturas tão baixas quanto 100 ⁰C são possíveis usando sais de zircônio como um co-catalisador no lugar de brometo e acetato de manganês. Pensa-se que o Zr(IV) age oxidando Co(II) ao Co(III) ativo. Isto sozinho reduz o período de indução, e foi demonstrado ter um efeito sinérgico com cetonas. No entanto, uma quantidade maior de acetato de cobalto é necessária do que no processo industrial comum e é ineficaz acima de 160 ⁰C.
A adição de uma pequena porção de metaloporfirina, em particular T(p-Cl)PPMnCl, tem um efeito cocatalítico com o catalisador tradicional Co(OAc)2. Isto requer menos ácido acético e não requer brometos. O efeito catalítico tem sido atribuído à facilidade de formação de peróxido sobre a metaloporfirina.

### Mecanismo
A auto-oxidação de p-xileno é conhecida como ocorrendo através de um processo de radical livre. Os metais Mn(III) e Co(III) por si só não são oxidantes fortes o suficiente para iniciar a reação em cadeia de radicais, mas em vez disso eles iniciam através da formação de radicais de bromo a partir dos íons em solução. Estes radicais de bromo, então, decompõe os hidroperóxidos que são ligados aos metais, bem como subtraem hidrogênios de grupos metilo no p-xileno formando radicais livres e propagam a reação. A seguir, são apresentados os passos de iniciação, propagação e terminações propostos para a primeira de quatro oxidações envolvidas na auto-oxidação:

#### Oxidação dep-xileno ap-tolualdeído
Iniciação
Mn(III)/Co(III) + Br• → Mn(II)/Co(II) + Br-
Propagação
Br- + H3-Ph-CH3 → Hbr + H3-Ph-CH2•
H3-Ph-CH2• + O2 → H3-Ph-CH2O2•
H3-Ph-CH2O2• + Mn(II)/Co(II) + H+ → H3-Ph-CHO + Mn(III)/Co(III) + H2O
H3-Ph-CH2O2• + Mn(II)/Co(II) + H+ → H3-Ph-CH2OOH + Mn(III)/Co(III)
H3-Ph-CH2OOH + Mn(II)/Co(II) + H+ → H3-Ph-CHO• + Mn(III)/Co(III) + H2O
Terminação
Br• + H3-Ph-CH2• → H3-Ph-CH2Br
Br• + H3-Ph-CH2O2• → H3-Ph-CH2O2Br
Mn()/Co() - tanto manganês como cobalto podem estar envolvidos na reação
A reação em cadeia de radicais prossegue através de uma série de intermediários, a partir da oxidação de p-xileno a p-tolualdeído (TALD), então ácido p-toluico (PT), 4-carboxibenzaldeido (4-CBA), e finalmente ao produto ácido tereftálico (TA).
A cinética da oxidação é extremamente complexa, mas uma compreensão geral do mecanismo tem sido estabelecida.

## Aplicações
Virtualmente todo o fornecimento mundial de ácido tereftálico e dimetil tereftalato são consumidos como precursores para politereftalato de etileno (PET). A produção mundial em 1970 foi de cerca de 1,75 milhões de toneladas. Em 2006, a demanda global de ácido tereftálico purificado (PTA) ultrapassou 30 milhões de toneladas.
Existe uma  procura menor de ácido tereftálico, mas mesmo assim significativa, na produção de tereftalato de polibutileno e vários outros polímeros de engenharia.
Em laboratórios de pesquisa, o ácido tereftálico foi popularizado como um componente para a síntese de estruturas de metal-orgânicos.
A droga analgésica oxicodona, ocasionalmente é comercializada como um sal de tereftalato, no entanto, o sal de oxicodona mais usual é o cloridrato. Farmacologicamente, um miligrama de terephthalas oxycodonae é equivalente a 1.13 mg de hydrochloridum oxycodonae.
Ácido tereftálico é usado como carga em algumas granadas de fumaça militares, mais notavelmente a granada de fumaça estadunidense M83, produzindo uma fumaça branca grossa quando queimada.